# Iris bracteata
Iris bracteata är en irisväxtart som beskrevs av Sereno Watson. Iris bracteata ingår i släktet irisar, och familjen irisväxter. Inga underarter finns listade i Catalogue of Life.

## Bildgalleri

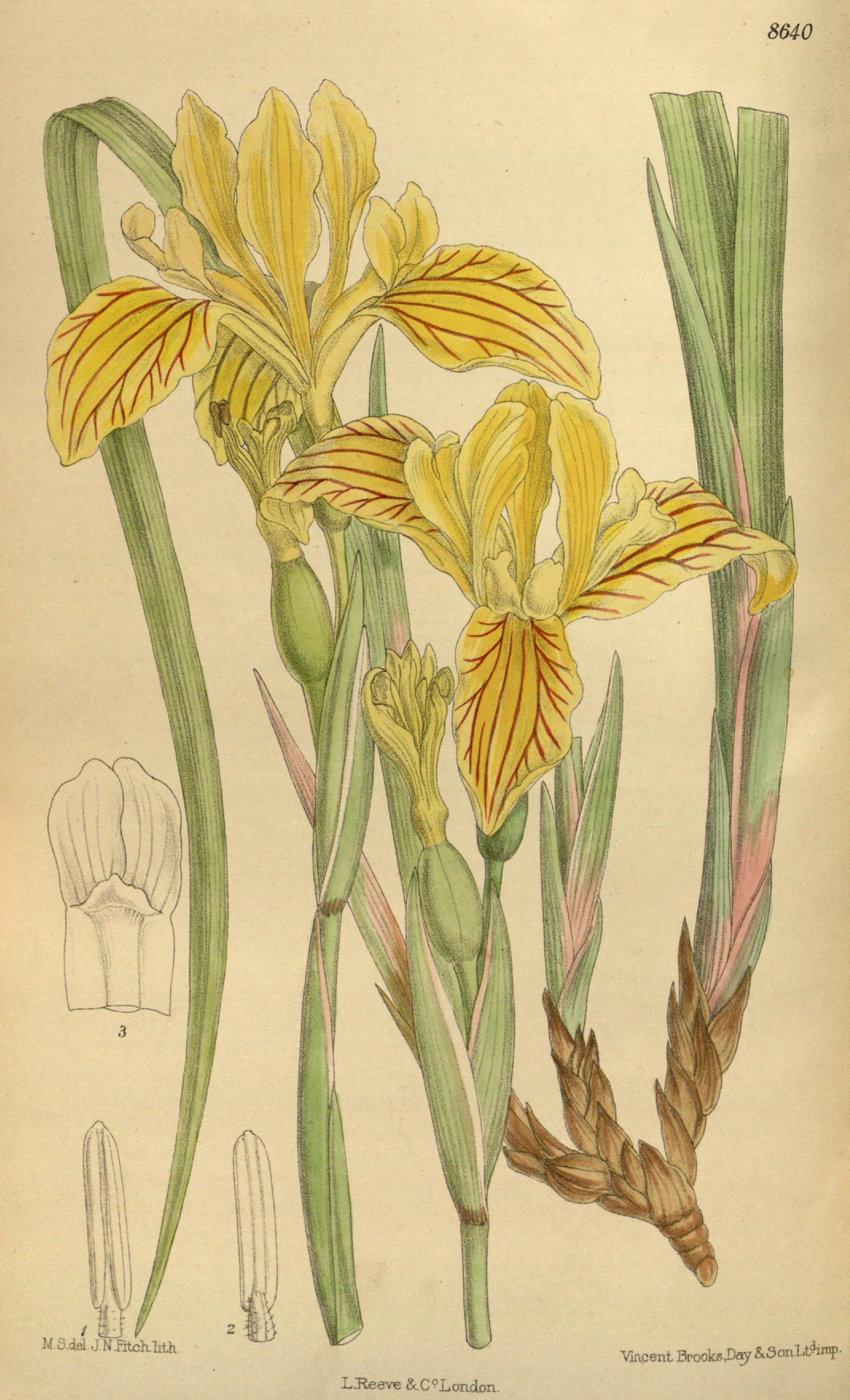